# Млечнобяла планария
Млечнобялата планария (Dendrocoelum lacteum) е свободно живеещ ресничест червей.

## Разпространение
Среща се в реки и езера, като плува или пълзи по дъното. Може да се намери в плитчините, скрита под речни камъни.

## Описание
Тялото ѝ е бяло, с лентовидна форма; на дължина достига 2 – 3 cм. Отвън то е покрито с епителни клетки, по които има малки реснички. Под тях има няколко слоя от мускулни клетки. Епителните и мускулните клетки образуват кожно-мускулна торба. С нея планарията се движи, като се свива и отпуска мускулните клетки и като движи ресничките. Отвътре тялото е изпълнено с клетки на един вид съединителна тъкан. Между тях са разположени органите на различните системи. Храни се с дребни водни организми, които улавя, като изхвърля глътката си.